# Latto
Алісса Мішель Стівенс (англ. Alyssa Michelle Stephens), знаніша як Latto або Big Latto (раніше відома під псевдонімом Mulatto), — американська реперка та співачка. Вона вперше з'явилася в реаліті-шоу Жермена Дюпрі The Rap Game у 2016 році, де була знана як «Miss Mulatto» та виграла перший сезон шоу, але відхилила угоду про звукозапис, запропоновану в результаті перемоги.
Після випуску свого синглу «Bitch from da Souf» у 2019 році співачка підписала контракт з RCA Records. Пісня увійшла до чарту Billboard Hot 100 у серпні 2020 року, сягнувши 95 позиції. Сингл супроводжувався реміксом за участю реперок Saweetie і Trina. 2020 року Latto випустила наступний сингл «Muwop» (за участю Gucci Mane). Обидві пісні отримали платиновий статус і з'явилися в дебютному альбомі Latto Queen of da Souf, який вийшов у серпні 2020 року. Основний прорив реперки відбувся з випуском «Big Energy», головного синглу з її другого студійного альбому 777 (2022). Пісня посіла третє місце в чарті Billboard Hot 100.
Latto була номінована на Best New Hip Hop Artist на BET Hip Hop Awards 2020 та Top Rap Female Artist на Billboard Music Awards 2022. Вона була частиною Freshman Class журналу XXL у 2020 році. У лютому 2021 року реперка була названа найкращим виконавцем місяця за версією MTV Global, а у 2022 році здобула нагороду BET Award у номінації Best New Artist. Латто здобула номінації Best New Artist, Video For Good та Best Hip Hop на премії MTV Video Music Awards 2022. «Big Energy» перемогла у номінації Song of the Year, а 777 був номінований на Hip Hop Album of the Year на BET Hip Hop Awards 2022. Співачка отримала номінацію Best New Artist на премії «Греммі» у 2023 році.

## Ранні роки
Алісса Мішель Стівенс народилася в Колумбусі, штат Огайо, 22 грудня 1998 року в родині Місті Піттс і Шейна Стівенса. Вона відвідувала середню школу в окрузі Клейтон, Джорджія. Мати співачки біла, а біологічний батько афроамериканець. Зі Стівенс знущалися у школі через те, що вона була «світлошкірою», що пізніше надихнуло дівчину взяти псевдонім Miss Mulatto (Міс Мулатка), коли вона починала свою реперську кар'єру, за расовою класифікацією «мулатки». У віці десяти років Стівенс вирішила стати реперкою і почала писати власні реп-пісні. До того як займатися музикою, вона брала участь у дрег-рейсингу.

## Кар'єра

### 2016—2018: Початок кар'єри таThe Rap Game
У 2016 році Стівенс стала учасницею реаліті-шоу Lifetime The Rap Game, продюсерами якого є Жермен Дюпрі та Квін Латіфа. Серіал у стилі навчального табору розповідав про змагання молодих реперів-початківців протягом восьми тижнів. Латто під псевдонімом «Міс Мулатка» тоді перемогла в конкурсі. Їй запропонували контракт від Dupri на запис із So So Def Records, але реперка відмовилася від угоди, стверджуючи, що грошей недостатньо, і вирішила бути незалежною артисткою.
Другий мікстейп Стівенс Latto Let 'Em Know вийшов у квітні 2017 року. У ньому брали участь такі виконавці, як Molly Brazy, Lil Key, Crucial і Silentó. Сингл «Response Diss» — це дисс-пісня, спрямована на Young Lyric, колегу реперки з The Rap Game. Постійна ворожнеча між ними призвела до дисс-треків з обох сторін з образами щодо вживання наркотиків, гомосексуалізму та минулого досвіду з шоу.

### 2019—2020: Прорив іQueen of Da Souf
У січні 2019 року Latto випустила пісню «Bitch from da Souf». У травні 2019 року її запросили виступити на щорічному фестивалі хіп-хопу Rolling Loud, який проходить у Маямі, штат Флорида. У червні 2019 року реперка випустила свій другий мініальбом під назвою Big Latto, якому передувала «Bitch from da Souf». Сингл став її проривним хітом, досягнувши 95 позиції в чарті Billboard Hot 100, і отримав золотий сертифікат Американської асоціації компаній звукозапису (RIAA) у Сполучених Штатах. Пізніше вийшов ремікс пісні за участю реперок Saweetie і Trina, який згодом увійшов до третього мініальбому Mulatto, Hit the Latto, який вийшов 12 грудня.
У березні 2020 року було офіційно оголошено, що Latto підписала контракт з RCA Records. 23 квітня реперка випустила промозапис «No Hook», а 21 травня — «He Say She Say». У липні 2020 року Латто відтворила деякі обкладинки альбомів репера Gucci Mane, починаючи з «The State vs. Radric Davis», на що Gucci відреагував позитивно. Після цього реперка оголосила про випуск синглу «Muwop» за участю Gucci Mane, який вийшов 30 липня. У пісні використано сингл Gucci 2007 року «Freaky Gurl». Латто знялася в епізодичній ролі в кліпі американської реперки Карді Бі на її сингл «WAP», який вийшов 7 серпня 2020 року. Того ж дня Латто взяла участь у синглі NLE Choppa «Make Em Say», взятому з його дебютного студійного альбому «Top Shotta». 11 серпня Латто було включено до 2020 Freshman Class часопису XXL.
12 серпня Латто оголосила про випуск свого дебютного проєкту через RCA під назвою Queen of da Souf; він вийшов 21 серпня 2020 року. Проєкту передували два сингли, які були реміксом на «Bitch from da Souf» і «Muwop» за участю Gucci Mane; а також рекламні сингли «No Hook» і «He Say She Say». Альбом посів 44 місце в Billboard 200 США.
4 вересня Латто взяла участь у реміксі пісні Chloe x Halle «Do It» разом із Doja Cat і City Girls, а також у синглі G-Eazy «Down». Музичні відео на третій і четвертий сингли «Queen of da Souf», «On God» та «In n Out» за участю City Girls, вийшли у вересні та жовтні 2020 року відповідно. 29 вересня було оголошено, що реперка отримала номінацію Best New Hip Hop Artist на BET Hip Hop Awards 2020, де вона також виступила. 11 грудня Mulatto випустила розширену версію Queen of da Souf, яка включала п'ять нових пісень і, зокрема, сингл «Sex Lies» за участю американського репера Lil Baby.

### 2021–дотепер: Зміна псевдоніма та777
У січні 2021 року було оголошено, що Latto змінить своє сценічне ім'я з «Mulatto» після суперечок щодо терміну, який вважається колоризмом.
У лютому 2021 року Латто було названо найкращим артистом місяця за версією MTV. У березні 2021 року вона стала першою реперкою з Атланти, чиї сольні записи отримали золотий і платиновий статус із «Bitch from da Souf»(2019) і «Muwop»(2020).
У травні 2021 року співачка підтвердила, що офіційно вибрала нове сценічне ім'я після того, як її псевдонім перевірили на расистський характер. 18 травня було повідомлено, що на потокових платформах ім'я Mulatto було змінено на просто Latto. Ця зміна вперше проявилася під час появи реперки в альбомі Toosii Thank You for Believing, де вона була названа Latto. Співачка випустила новий сингл під назвою «The Biggest», разом з оголошенням про своє нове сценічне ім'я.
24 вересня Латто випустила головний сингл зі свого майбутнього другого студійного альбому Big Energy. Ця пісня стала найвищою піснею Латто в чартах Billboard Hot 100, досягнувши третього місця. Американська співачка Мерая Кері взяла участь у реміксі пісні, який вийшов у березні 2022 року. Наступний сингл «Soufside» вийшов 5 листопада. 9 березня 2022 року реперка оголосила, що пісня «Wheelie» вийде 11 березня, і підтвердила, що в ній візьме участь репер з Атланти 21 Savage. Усі три пісні увійшли до другого студійного альбому Latto, «777», який вийшов 25 березня. 15 липня 2022 року співачка випустила пісню «Pussy». Латто взяла участь у синглі Хлої Бейлі «For the Night».
У лютому 2023 року Латто отримала номінацію Best New Artist на премії «Греммі». 17 лютого 2023 року Latto випустила свій новий сингл «Lottery».
У липні 2023 року було оголошено, що Latto візьме участь у синглі Чонґука «Seven». Пісня дебютувала під номером 1 у Billboard Hot 100, ставши першою піснею співачки, що посіла верхівку чарту. Латто була включена до списку Forbes 30 Under 30 музики 2024 року. 12 жовтня 2023 року Латто випустила реп-оперу «Did Somebody Say» у колаборації зі співачкою Крістіною Агілерою.
У січні 2024 Латто взяла участь у реміксі пісні «Can't Get Enough» Дженніфер Лопес, першого синглу з альбому Лопес This Is Me...Now. 5 лютого 2024 Латто через соціальні мережі анонсувала свій сингл «Sunday Service».

## Філантропія
У 2021 році Латто заснувала фонд Win Some Give Some Foundation, щоб «розширити можливості молодих жінок із груп ризику, надавши їм ресурси та підтримку для досягнення успіху протягом усього життя».

## Особисте життя
У 2017 році Латто відкрила власний магазин Pittstop Clothing у Джонсборо, штат Джорджія.
У травні 2019 року реперку заарештували за крадіжку, сплутавши її з іншою жінкою. Latto випустила трек «Fuck Rice Street», засвідчуючи свою невинність і гнів на поліцію.

## Фільмографія
| Рік  | Назва                 | Роль | Примітки                                         |
| ---- | --------------------- | ---- | ------------------------------------------------ |
| 2016 | The Rap Game          | себе | Переможниця; як «Miss Mulatto»                   |
| 2019 | Love & Hip Hop: Miami | себе | Епізод «Take It to the House»; як «Miss Mulatto» |
| 2020 | Queen of Stylez       | себе | Епізод «Can Tokyo Save The Day With This Look?»  |
| 2021 | Wild 'n Out           | себе | 16 сезон, 2 серія                                |

## Дискографія
- Queen of da Souf (2020)
- 777 (2022)
- Sugar Honey Iced Tea (2024)

## Нагороди та номінації
| Премія                     | Рік  | Номінант             | Номінація                                              | Результат | Прим.  |
| -------------------------- | ---- | -------------------- | ------------------------------------------------------ | --------- | ------ |
| American Music Awards      | 2022 | Latto                | New Artist of the Year                                 | Номінація | [ 41 ] |
| American Music Awards      | 2022 | Latto                | Favorite Female Hip Hop Artist                         | Номінація | [ 41 ] |
| American Music Awards      | 2022 | «Big Energy»         | Favorite Rap/Hip Hop Song                              | Номінація | [ 41 ] |
| BET Awards                 | 2022 | Latto                | Best Female Hip Hop Artist                             | Номінація | [ 42 ] |
| BET Awards                 | 2022 | Latto                | Best New Artist                                        | Перемога  | [ 42 ] |
| BET Awards                 | 2023 | «Big Energy (Remix)» | Best Collaboration                                     | Номінація | [ 43 ] |
| BET Awards                 | 2023 | Latto                | Best Female Hip Hop Artist                             | Перемога  | [ 43 ] |
| BET Hip Hop Awards         | 2020 | Latto                | Best New Hip Hop Artist                                | Номінація | [ 44 ] |
| BET Hip Hop Awards         | 2022 | «Big Energy»         | Song of the Year                                       | Перемога  | [ 45 ] |
| BET Hip Hop Awards         | 2022 | «777»                | Hip Hop Album of the Year                              | Номінація | [ 45 ] |
| BET Hip Hop Awards         | 2022 | «Pussy»              | Impact Track                                           | Номінація | [ 45 ] |
| Billboard Music Awards     | 2022 | Latto                | Top Rap Female Artist                                  | Номінація | [ 46 ] |
| Billboard Women in Music   | 2023 | Latto                | Powerhouse Award                                       | Перемога  | [ 47 ] |
| Give Her FlowHERS Awards   | 2022 | Latto                | Big Femme Energy Award                                 | Перемога  | [ 48 ] |
| Греммі                     | 2023 | Latto                | Best New Artist                                        | Номінація | [ 31 ] |
| Греммі                     | 2023 | «Big Energy (Live)»  | Best Melodic Rap Performance                           | Номінація | [ 31 ] |
| iHeartRadio Music Awards   | 2023 | «Big Energy»         | Song of the Year                                       | Номінація | [ 49 ] |
| iHeartRadio Music Awards   | 2023 | «Big Energy»         | TikTok Bop of the Year                                 | Номінація | [ 49 ] |
| iHeartRadio Music Awards   | 2023 | «Big Energy»         | Favorite Use of a Sample                               | Номінація | [ 49 ] |
| iHeartRadio Music Awards   | 2023 | Latto                | Best New Hip Hop Artist                                | Перемога  | [ 49 ] |
| iHeartRadio Titanium Award | 2023 | «Big Energy»         | 1 Billion Total Audience Spins on iHeartRadio Stations | Перемога  | [ 50 ] |
| MTV Europe Music Awards    | 2021 | Latto                | Best Push Act                                          | Номінація | [ 51 ] |
| MTV Europe Music Awards    | 2022 | «Pussy»              | Video for Good                                         | Номінація | [ 52 ] |
| MTV Video Music Awards     | 2021 | «Sex Lies»           | Push Performace of the Year                            | Номінація | [ 53 ] |
| MTV Video Music Awards     | 2022 | Latto                | Best New Artist                                        | Номінація | [ 54 ] |
| MTV Video Music Awards     | 2022 | «Big Energy»         | Best Hip-hop                                           | Номінація | [ 54 ] |
| MTV Video Music Awards     | 2022 | «Pussy»              | Video for Good                                         | Номінація | [ 54 ] |
| MTV Video Music Awards     | 2022 | «Big Energy (Remix)» | Song of the Summer                                     | Номінація | [ 54 ] |
| People's Choice Awards     | 2022 | Latto                | New Artist of 2022                                     | Перемога  | [ 55 ] |
| Soul Train Music Awards    | 2021 | «Go Crazy (Remix)»   | Best Collaboration                                     | Номінація | [ 56 ] |
| Soul Train Music Awards    | 2021 | «Go Crazy (Remix)»   | Best Video of the Year                                 | Номінація | [ 56 ] |

### Інші відзнаки
- 2021 — MTV Global Push Артист місяця (лютий)
- 2022 — Артист-прорив Вараєті[57]

## Тури
Як хедлайнер
- Big Latto Tour (2019)[58]
- 777 Tour (2022)[59]

На розігріві
- Lizzo — The Special Tour (2022—2023)[60]